# Велосипедний багажник

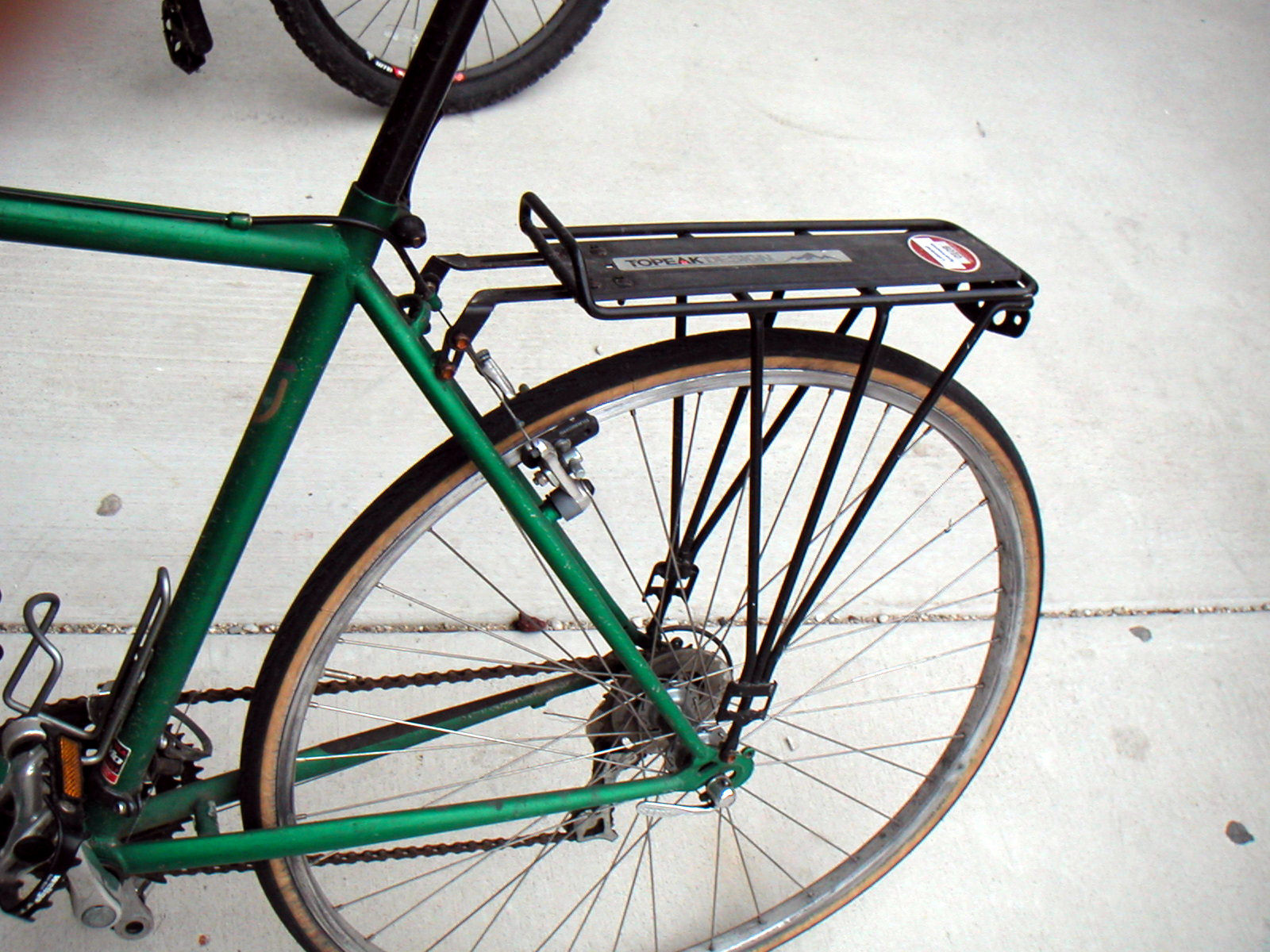
Велосипедний задній багажник

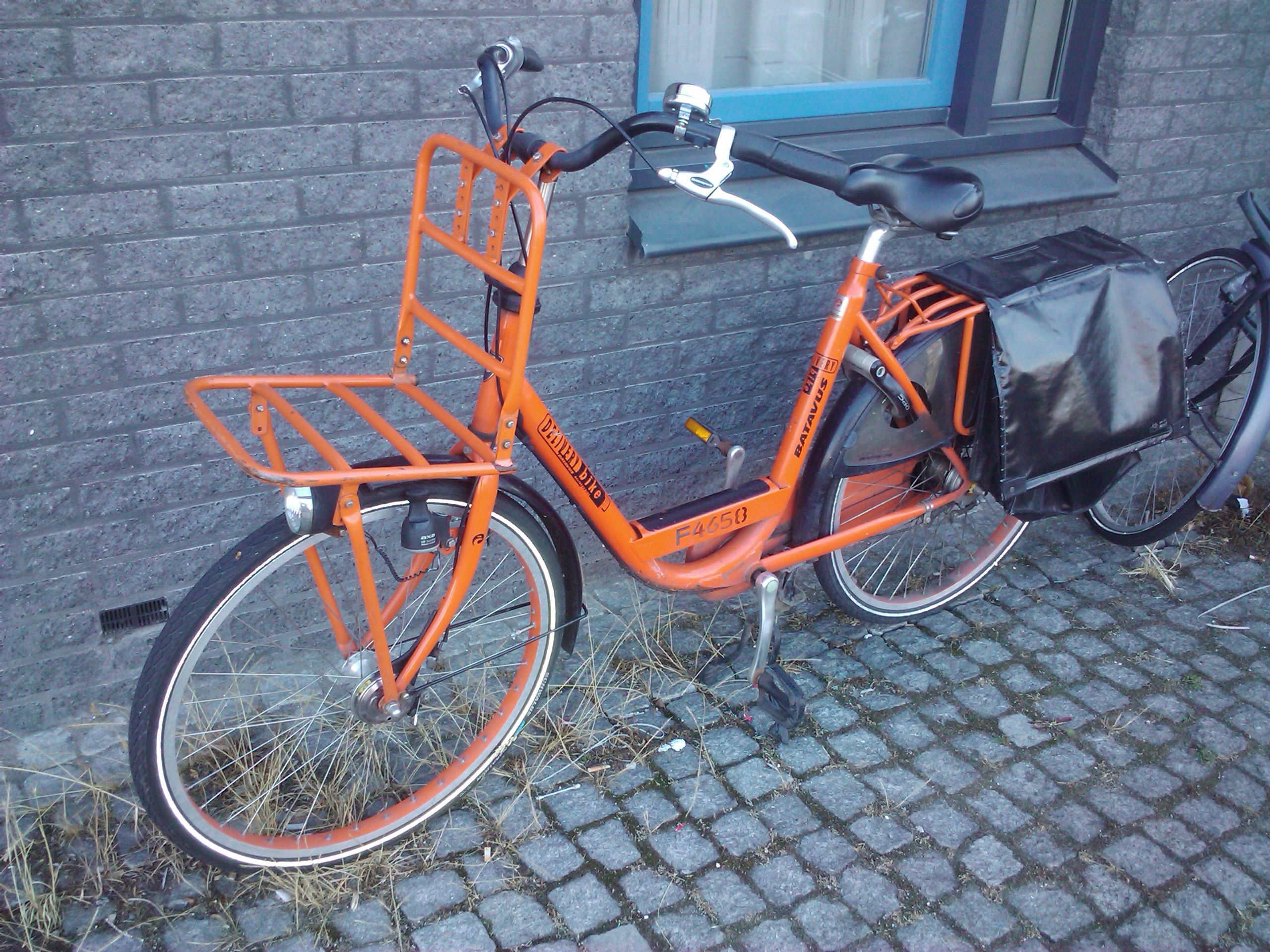
Велосипедний передній багажник для габаритних вантажів

Велосипедний багажник — металева конструкція, що дозволяє розмістити на велосипеді вантаж. 

## Конструкція
Найбільше поширені багажники, що встановлюють над заднім та переднім колесом. Багажник над переднім колесом встановлюють, як правило, при жорсткій вилці. Багажники кріпляться до рами велосипеда, але є «консольні» багажники для гірських велосипедів, які кріпляться до сідлового стрижня. На таких багажниках може кріпитися спеціальна сумка, кошик, у велотуризмі використовуються спеціальні рюкзаки, що встановлюються на багажнику — «штани». На багажник також може встановлюватися сидіння для перевезення дитини. Перевантаження заднього багажника погіршує керованість велосипеда.
На окремих конструкціях велосипедів також використовують багажники, які встановлюють між колесами (на триколісних велосипедах) або в нижньому подовженні велосипедної рами. Такі конструкції поширені на велосипедах, призначених для перевезення багажу. 
Велосипедні багажники роблять зі сталі, алюмінію, титану.
Дискове гальмо на задньому колесі може заважати встановити багажник над заднім колесом, оскільки стійка багажника буде впиратися в каліпер гальма. Зрештою можливість установки багажника в такій ситуації визначається формою каліпера, стійок багажника і рами. Консольні багажники не мають таких проблем. Також випускаються багажники зі спеціальною формою стійок, призначені для установки спільно з дисковими гальмами.
При необхідності встановити багажник на двопідвіс використовуються консольні багажники.

## Навантаження та керованість
Значне навантаження заднього багажника призводить до істотного погіршення керованості велосипеда.